# Guatlla de Manipur
La guatlla de Manipur (Perdicula manipurensis) és una espècie d'ocell de la família dels fasiànids (Phasianidae) que habita praderies i matolls del nord-est de l'Índia, en Assam i Manipur.